# Santa Coloma de Queralt
Santa Coloma de Queralt ist eine Gemeinde (municipio) mit 2.800 Einwohnern (Stand: 2024) in der Comarca Conca de Barberà im Nordosten Spaniens. Sie zählt zur Provinz Tarragona in der Autonomen Gemeinschaft Katalonien.

## Lage, Name, Geschichte
Santa Coloma de Queralt liegt im Nordosten der Comarca Conca de Barberà, circa 60 Kilometer von der Provinzhauptstadt Tarragona entfernt. Die Straße C-241 verbindet die Ortschaft mit den anderen Orten der Comarca und mit der Stadt Igualada in der Nachbarprovinz.
Erster Name der Stadt war Santa Coloma Samora. Schutzpatronin und Namensgebern ist die hl. Kolumba von Sens (247–273), spanisch Santa Coloma, eine christliche Jungfrau, die in den Zeiten der Verfolgung unter Aurelian das Martyrium erlitt. Coloma, auch Columba, steht für Taube, sie gilt als Patronin gegen Augenleiden und Regen. Ursprung der Gemeinde war die der Santa Coloma gewidmete Kirche, die zur Burg von Queralt gehörte. Erste urkundliche Erwähnung der Kirche war im Jahre 976, als sie vom Viscount Guitard erworben wurde. Die erste Erwähnung der Burg folgte erst 1018. Während des 13. Jahrhunderts wurde der Ort als Santa Coloma Samarca oder Santa Coloma de la Marca bezeichnet.
Vom 13. Jahrhundert bis zur Vertreibung aus Spanien im Jahr 1492 fand sich hier eine bedeutende jüdische Gemeinde, einige Straßenzüge sind noch erhalten.

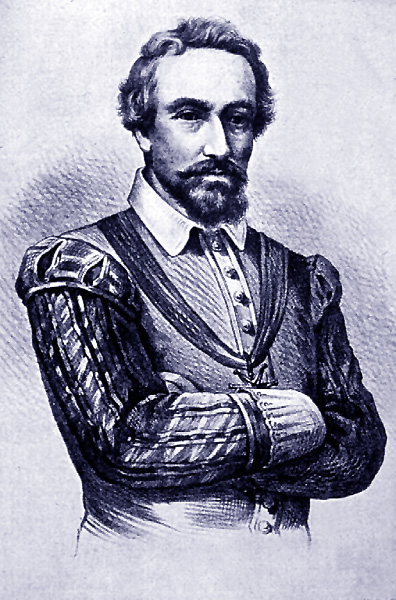
Dalmau de Queralt

Am 18. Juli 1599 wurde die Grafschaft an Pedro de Queralt verliehen, ihren XXIV. Herrn. Einer seiner Söhne, Dalmau de Queralt, folgte ihm als VI. Graf von Santa Coloma Ignacio de Queralt y Descatllar nach. Während des Schnitterkriegs (1640–1659) unterstützte die Stadt die Generalitat, König Ludwig XIV. von Frankreich verlieh Santa Coloma den Titel „königliches Dorf“ und hob die Herrschaft auf. Der Aufstand der Schnitter hatte seinen Ursprung im Französisch-Spanischen Krieg (1635–1659), der zu ständiger Präsenz spanischer Truppen in Katalonien geführt hatte. Dalmau de Queralt wurde 1638 von Philipp IV. zum spanischer Vizekönig von Katalonien ernannt. Seine Gefolgschaft gegenüber der spanischen Krone brachte ihm die Feindschaft fast des gesamten Fürstentums ein. Dalmau de Queralt nahm in den Jahren 1639 und 1640 an der Seite von General Felipe Spínola (1594–1659) am Roussillon-Feldzug teil. Am Fronleichnamstag, des Jahres 1640, später Blut-Fronleichnam genannt, soll es zum Tod eines Schnitters gekommen sein. In dessen Folge kam Dalmau de Queralt auf tragische Weise ums Leben. Es gibt zwei Versionen seines Todes – ermordet von den Rebellen oder beim Fluchtversuch über die Felsen der Werften von Barcelona hinabgestürzt. Es soll eine genuesische Galeere fluchtbereit gewartet haben. Erst nach Kriegsende kam Santa Coloma de Queralt wieder in den Besitz der Familie.
1838 verzeichnet der Orden vom Goldenen Vlies die Aufnahme von sechs Rittern, unter ihnen Juan Baptista Queralt y Silva (1786–1865), VIII. Graf von Santa Coloma. Der Adlige konnte die Anerkennung des spanischen Hofes erringen, war Oberstleutnant der königlichen Armeen, Träger des Großkreuzes von Karl III., Senator und Majordomus der Königin. Er gelangte auch als Schriftsteller zu einer gewissen Prominenz.
In der Frühzeit der Fotografie besuchten namhafte Fotografen den Ort, in den 1880er Jahren der Franzose Jean Laurent (1816–1886), in den 1910er Jahren die Katalanen  Josep Salvany i Blanch (1866–1929), Marcel·lí Gausachs i Gausachs (1891–1931) und Joan Roig i Font (gestorben 1933). Sie erstellten Stadtansichten. Nach einer Fotografie von Jean Laurent fertigte Jaume Morera i Galícia (1854–1927) die unten wiedergegebene Illustration der Plaza de la isglesia.

Von 1937 bis 1939 trug der Ort den Namen Segarra de Gaià. Die Grafschaft Santa Coloma existiert noch heute.

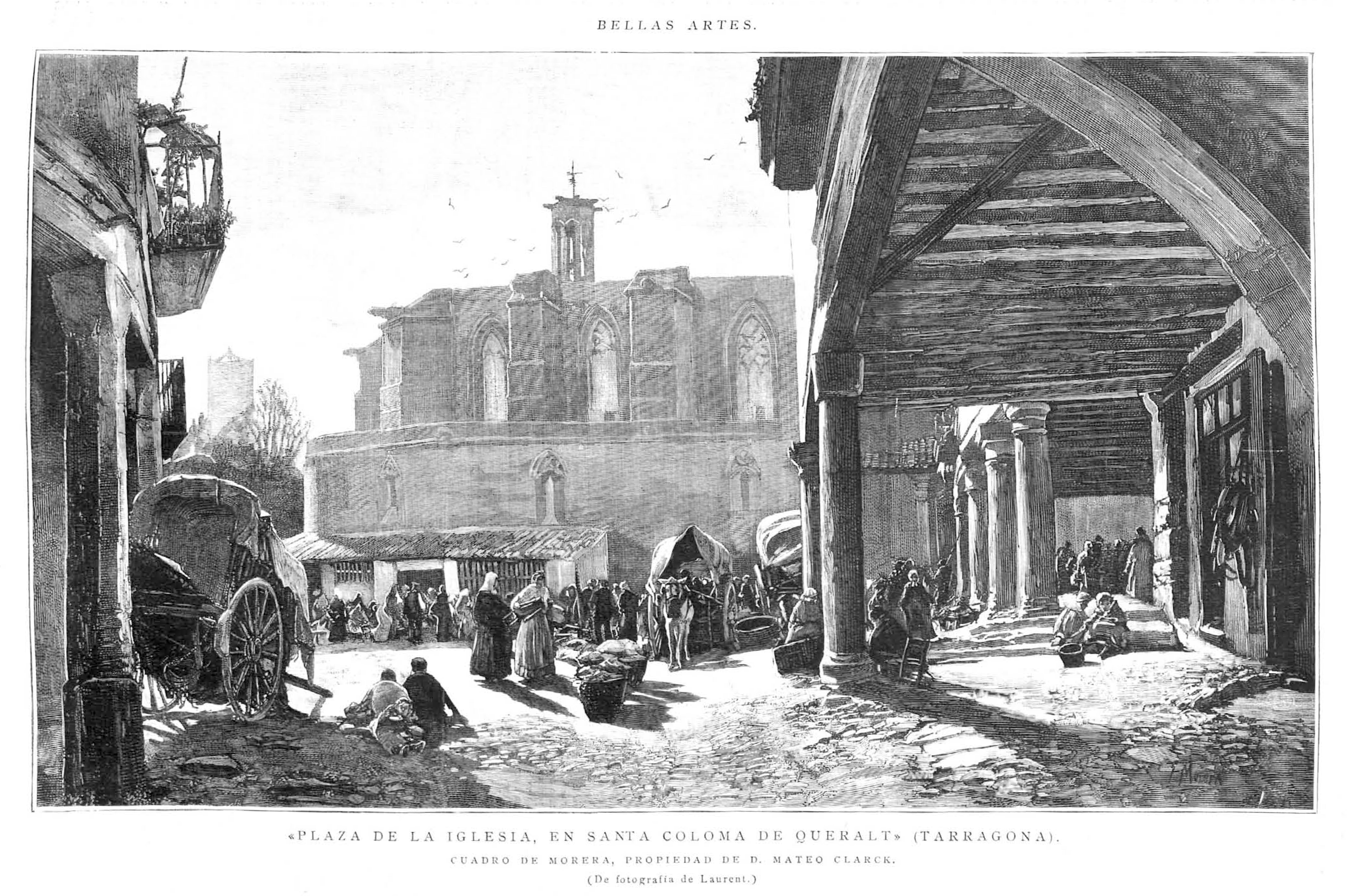
Plaza de la Iglesia
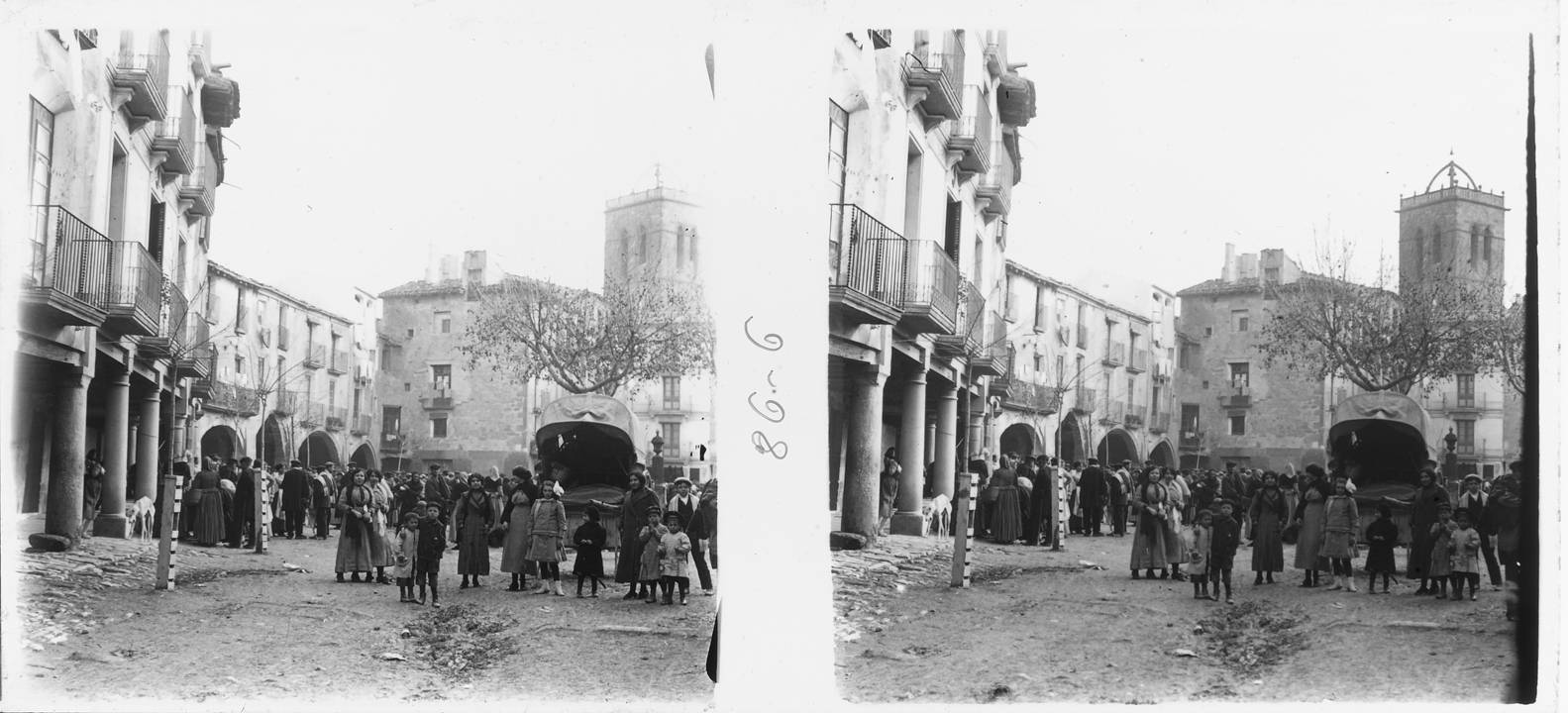
Plaza de Santa Coloma
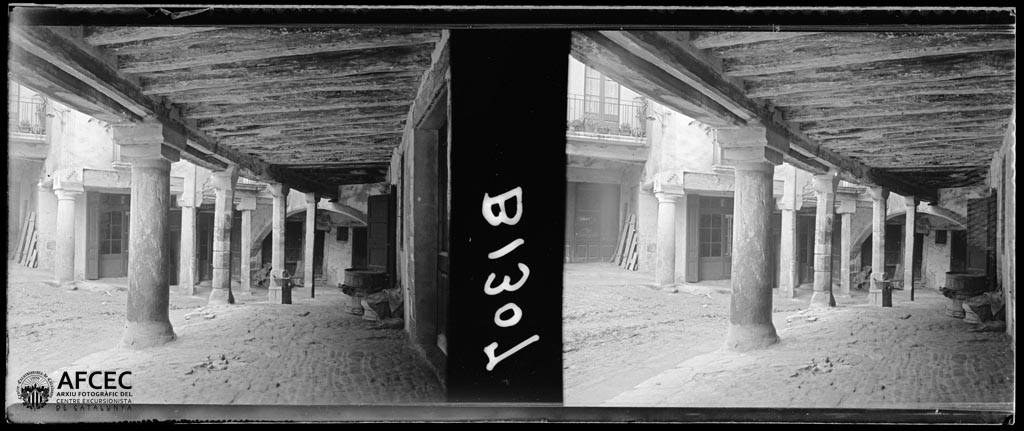
Arkaden

Der Ort feiert sein Hauptfest jeweils am dritten Sonntag im August, das Fest der Schutzpatronin wird am 8. November gefeiert.

## Bevölkerungsentwicklung
| Jahr      | 1970 | 1981 | 1991 | 2001 | 2011 | 2021 |
| Einwohner | 2894 | 2728 | 2542 | 2709 | 3092 | 2702 |

## Historischer Kern

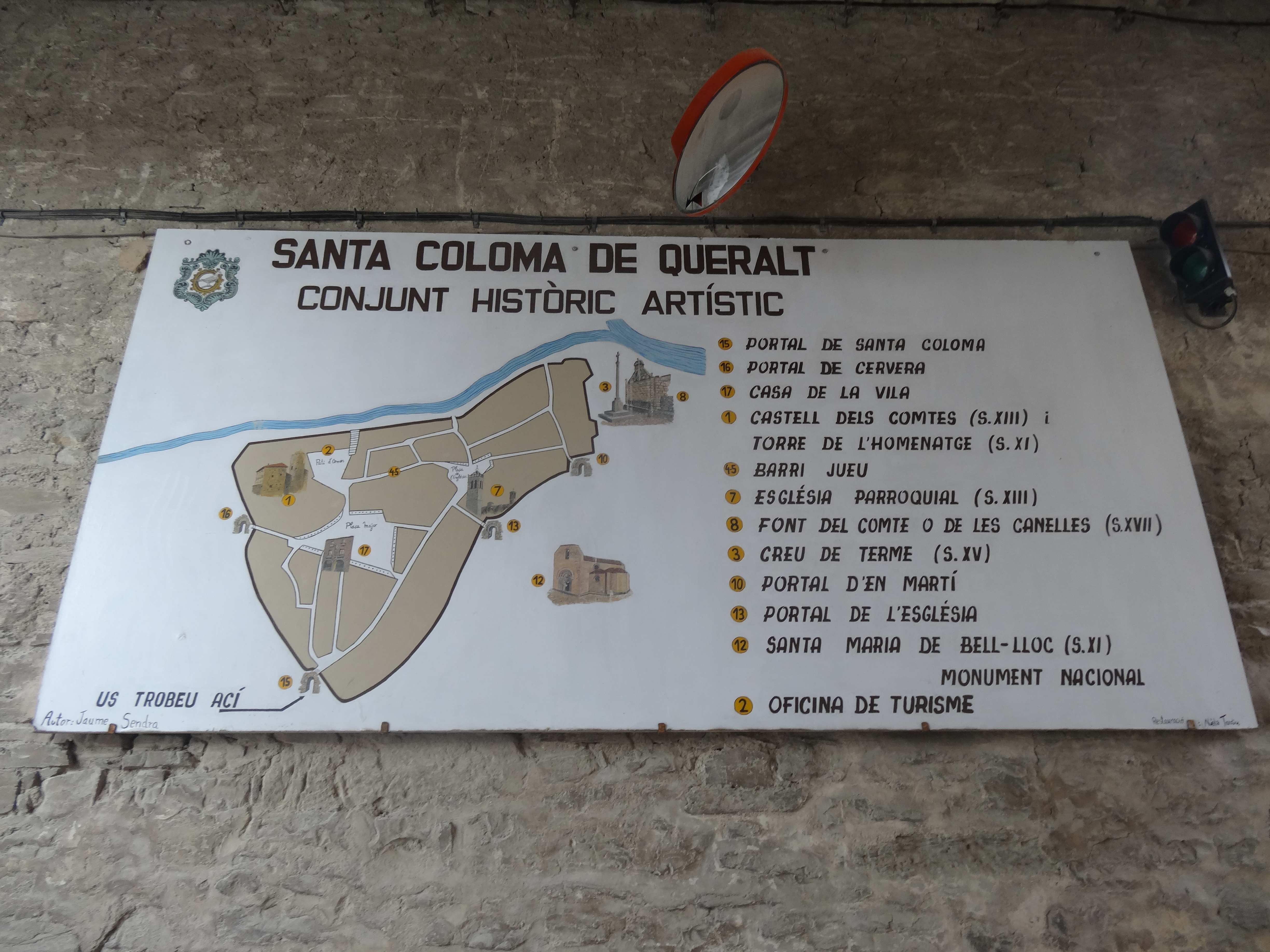
Historischer Kern der Ortschaft

Santa Coloma de Queralt ist geprägt von mittelalterlichen Bauwerken, einige gelten als Sehenswürdigkeiten. Die Altstadt wurde unter Denkmalschutz gestellt. Die Ortschaft war früher befestigt und verfügte über mehrere Stadttore. Vier von ihnen sind erhalten, ebenso zwei Plätze mit Arkaden, die Plaça Major und die Plaça de l'Església. Das Stadtbild wird von geprägt von Burgen und Kirchen. Weitere Sehenswürdigkeiten sind die Casa de la Villa (das heutige Rathaus) und das frühere Judenviertel mit seinen engen, verwinkelten Gassen.

Eine Art Wahrzeichen von Santa Coloma de Queralt stellt der Brunnen Les Canelles aus dem 17. Jahrhundert dar, dessen Wasser aus acht Röhren fließt. Im Titelbild dieses Artikels sind fünf der acht Röhren zu sehen. Der Brunnen befindet sich unmittelbar neben der Kirche Santa María de Bell-lloc.

### Kirchen
Drei Kirchen aus dem gotischen Zeitalter sind erhalten. Die Pfarrkirche Santa Coloma Verge i Màrtir [Hl. Kolumba Jungfrau und Märtyrerin] ist ein gotischer Bau aus dem Jahr 1330. Sie ist auch als Pfarrkirche Santa Maria bekannt. An dieser Stelle befand sich ursprünglich ein im romanischen Stil errichtetes Gotteshaus. Der Bau wurde mehrfach unterbrochen, denn die Baukosten mussten mittels Spenden gesammelt werden. Die Kirche ist von Ost nach West orientiert und blieb unvollendet, wie man an der westlichen Wand erkennen kann. Der monumentale Glockenturm stammt aus dem 17. Jahrhundert. Das Altarretabel wurde 1386 von Jordi de Déu gefertigt und ist San Lorenzo gewidmet. In der Kirche finden sich weiters die ebenfalls aus Alabaster gefertigte Grabstätte der Grafen von Queralt aus dem Jahre 1370, eine Reliquienbüste von Santa Coloma, gestaltet von Josep Albarado González (1773–1778) und an der Fassade ein Bildnis von Santa Coloma aus dem 14. Jahrhundert. In unmittelbarer Nachbarschaft der Kirche findet sich ein gotisches Steinkreuz.
An der Plaça de la Pau findet sich die ebenfalls aus dem 14. Jahrhundert stammende, im gotischen Stil errichtete Kirche Santa Maria de Bell-lloc, welche die Grabstätten von Pere V. de Queralt und von Alamanda de Rocabertí beherbergt. Der Bau integrierte einen Teil der alten romanischen Kapelle, die sich hier befand.
An die Església de Santa Magdalena, ebenfalls im gotischen Stil errichtet, war ein Hospital angegliedert.

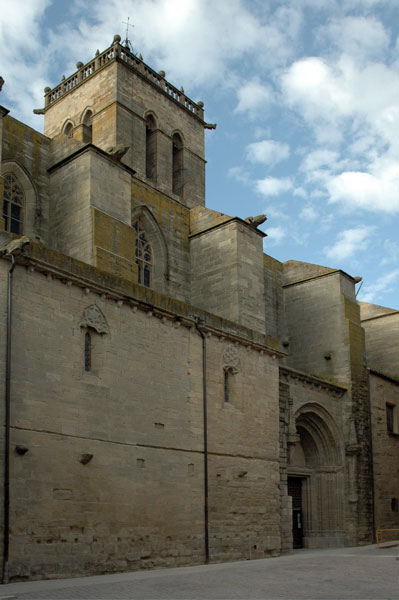
Santa Coloma Verge i Màrtir
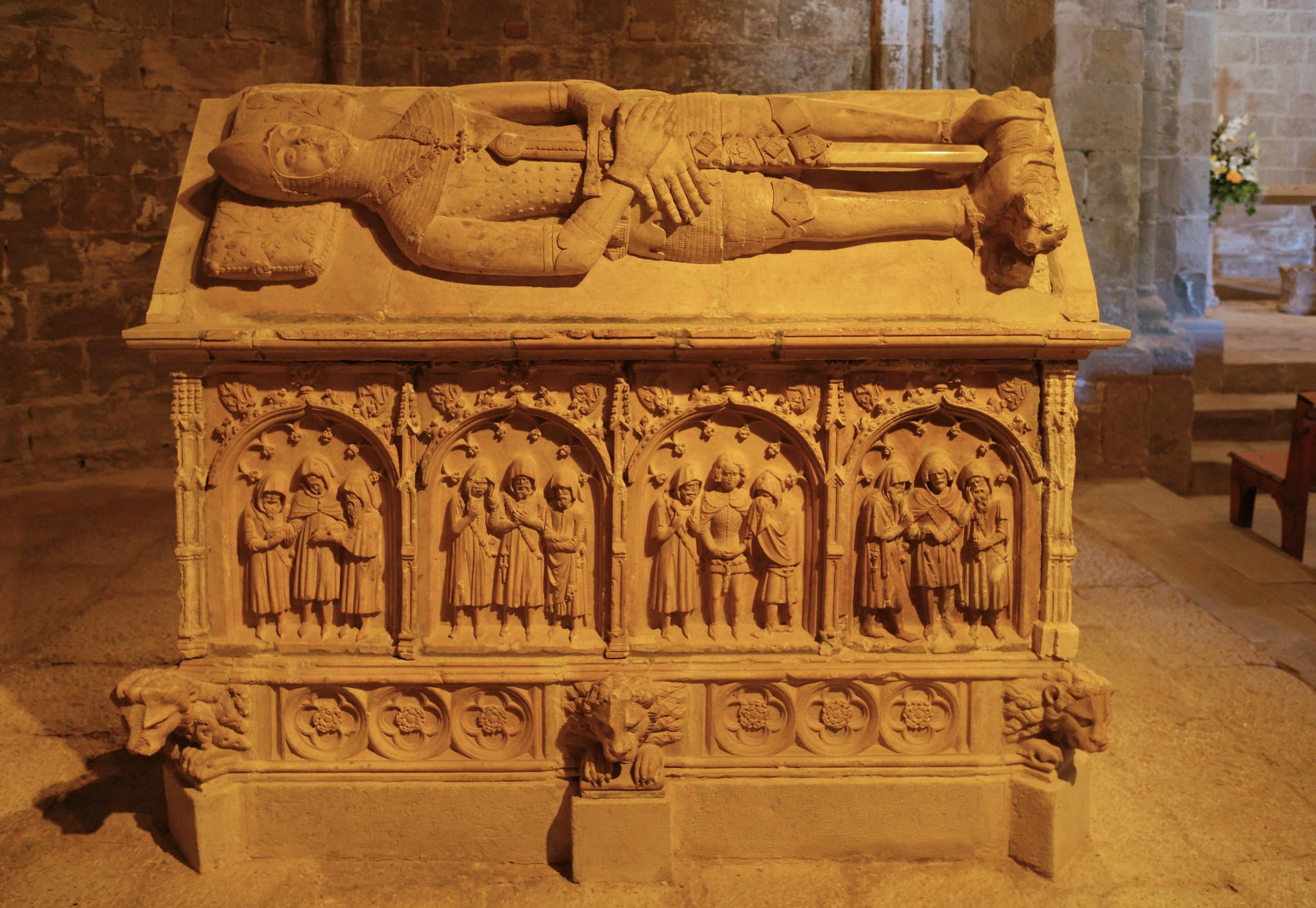
Sarkophag des Grafen Queralt
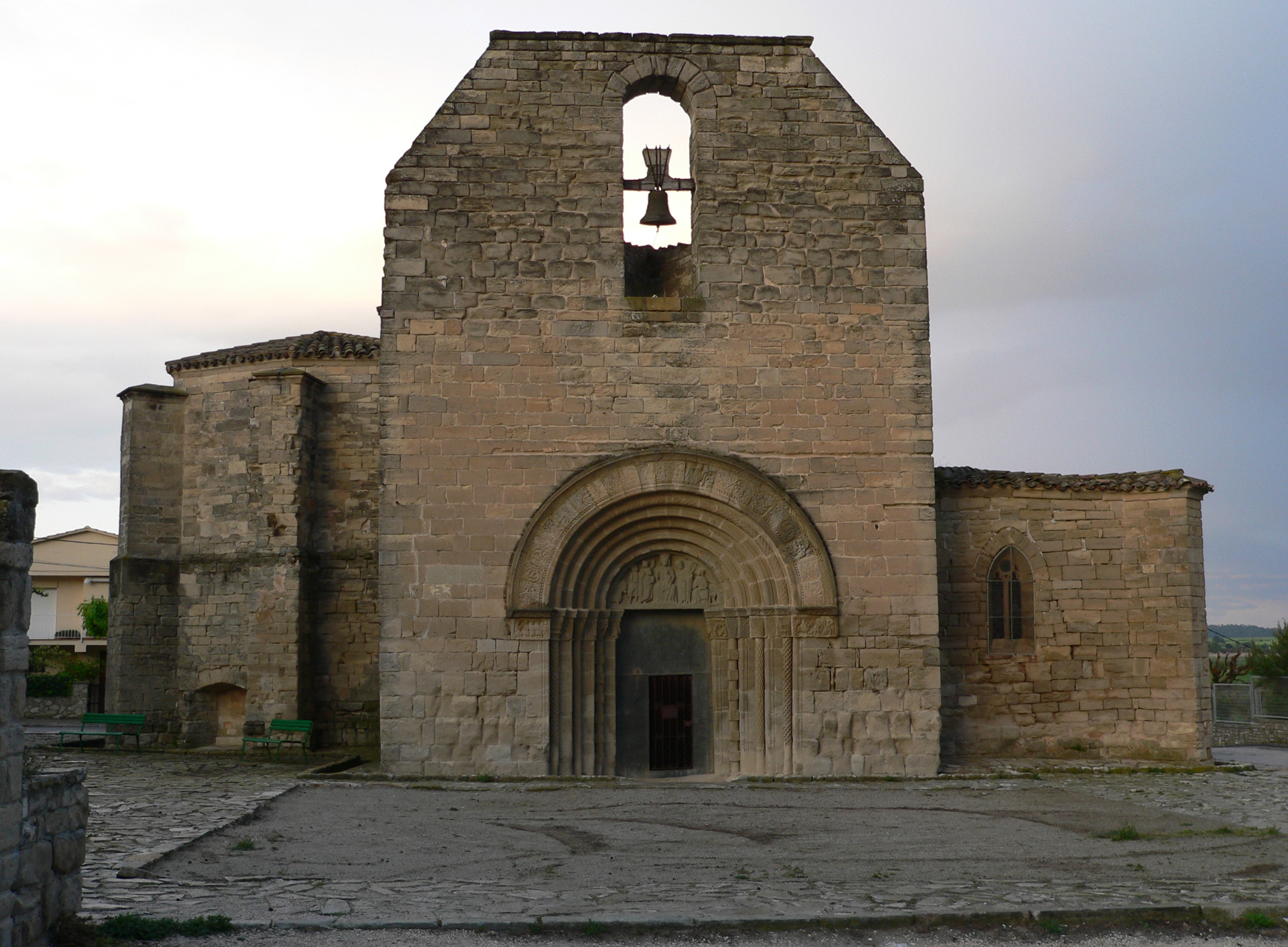
Santa Maria de Bell-lloc
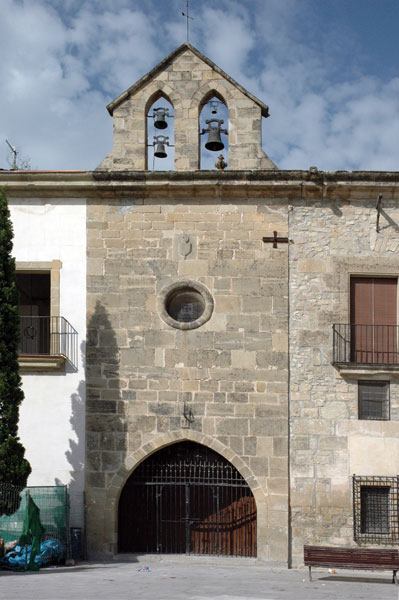
Santa Magdalena
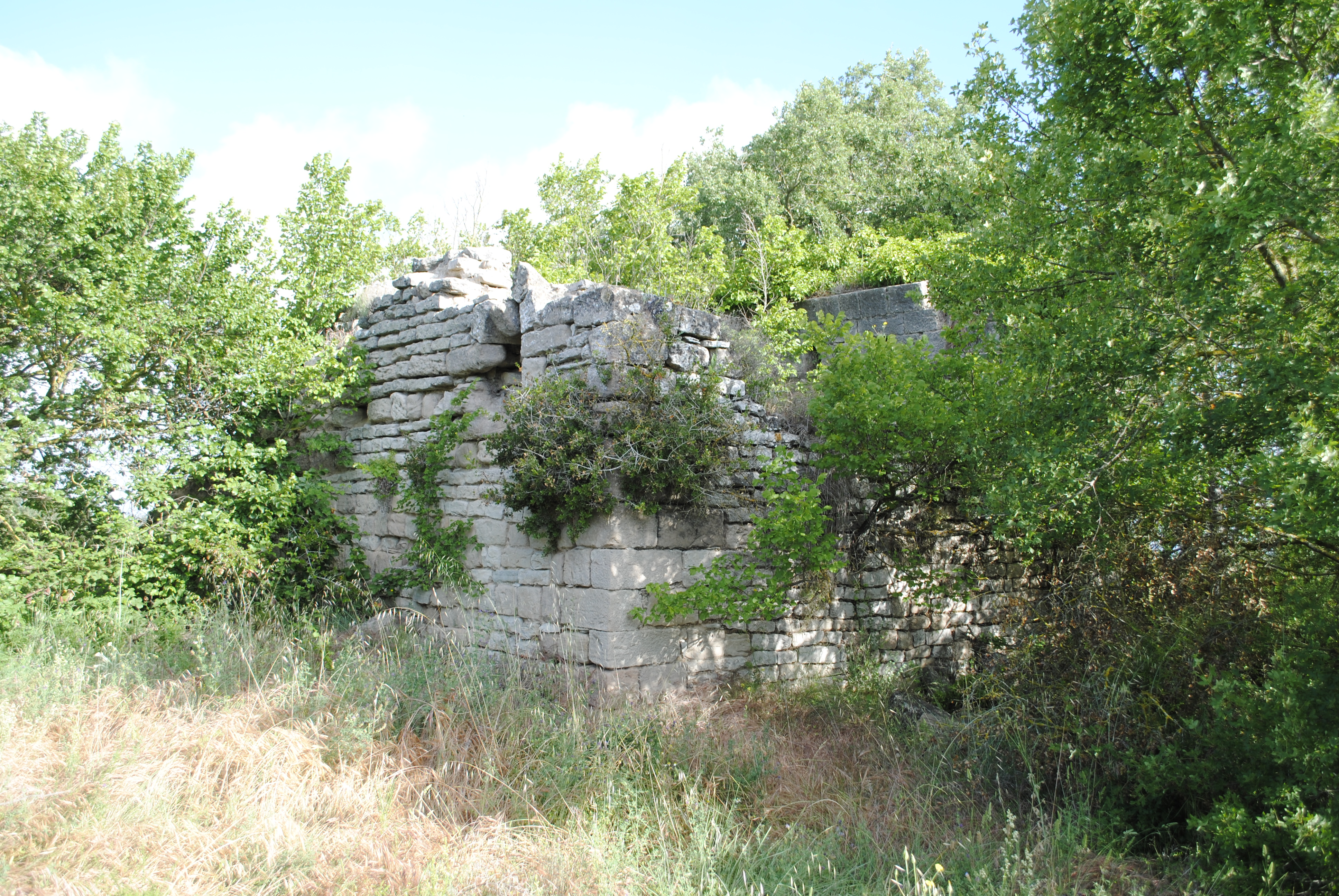
Església de Sant Jaume

Nur mehr eine Ruine erhalten ist von der Església de Sant Jaume, die sich in der Ortschaft Almenara befindet.

### Kastelle
Hervorzuheben sind die Ruinen des Castillo de Aguiló, der impressionante Palacio de los condes de Queralt mit seinem zylindrischen Turm und das Castell dels Comtes mit ihrem großen Bergfried und ihrem Eingangsvestibül.

### Plätze
Geprägt werden die beiden zentralen Plätze der Stadt – die trapezförmige Plaça Major und die Plaça de l'Església – durch die mittelalterlichen Arkaden. Die beiden Plätze sind Schauplatz der Feste der Stadt, beispielsweise der festa Major und der festes de la Minerva.

### Vier Tore
Eine mittelalterliche Festungsmauer umgab die Gemeinde. Der Zugang erfolgte über vier Tore.

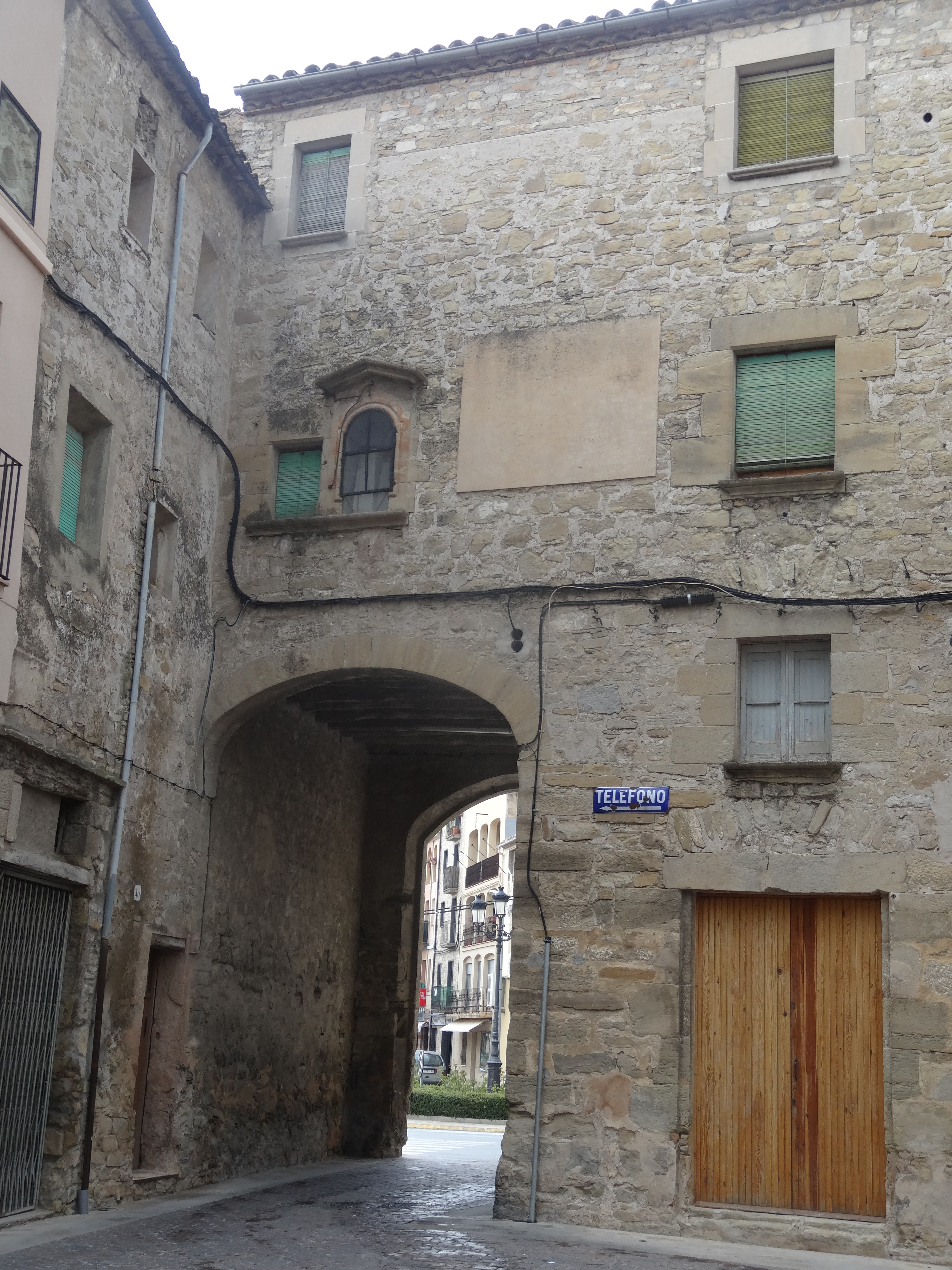
Portal de Santa Coloma
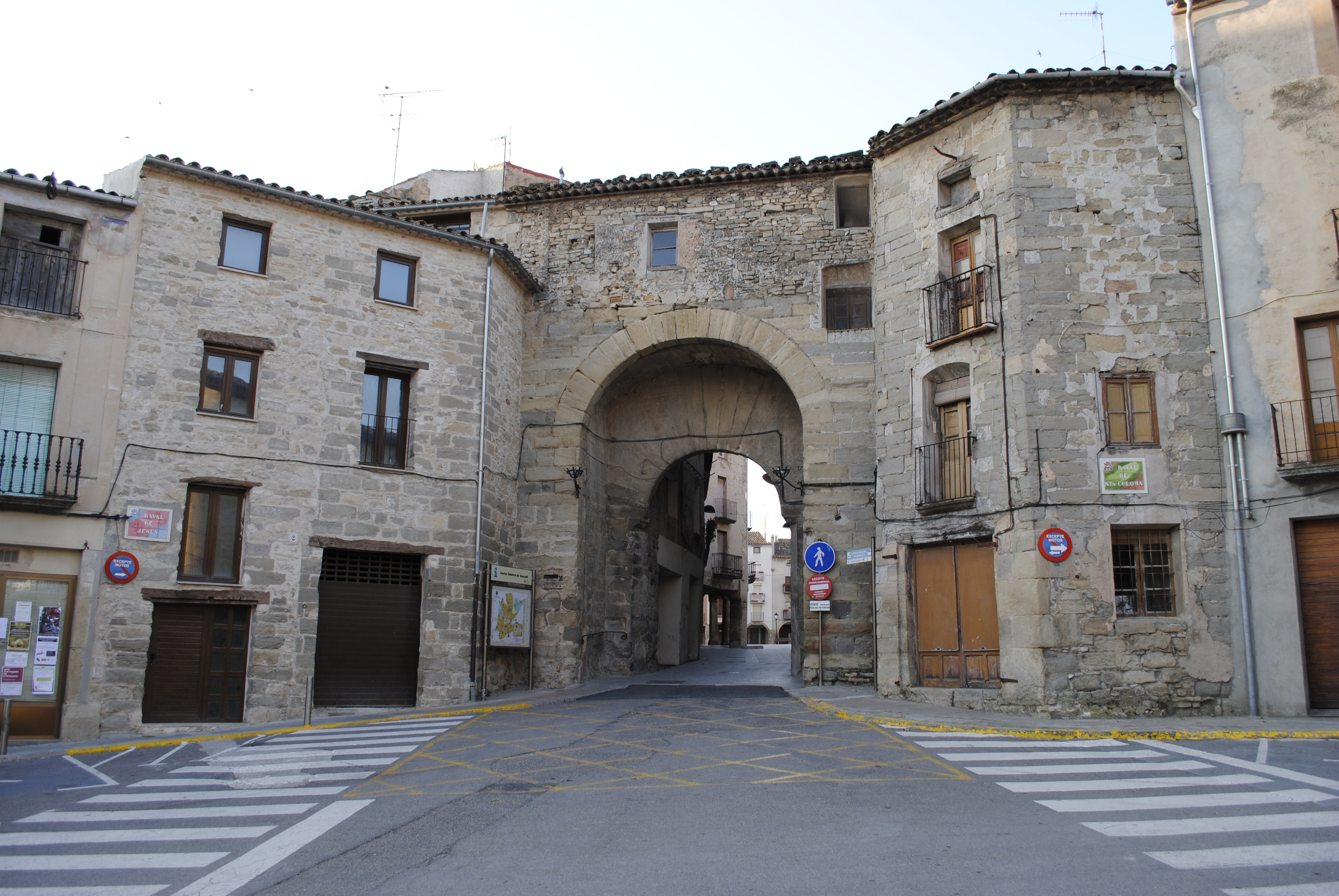
Portal del Sanou
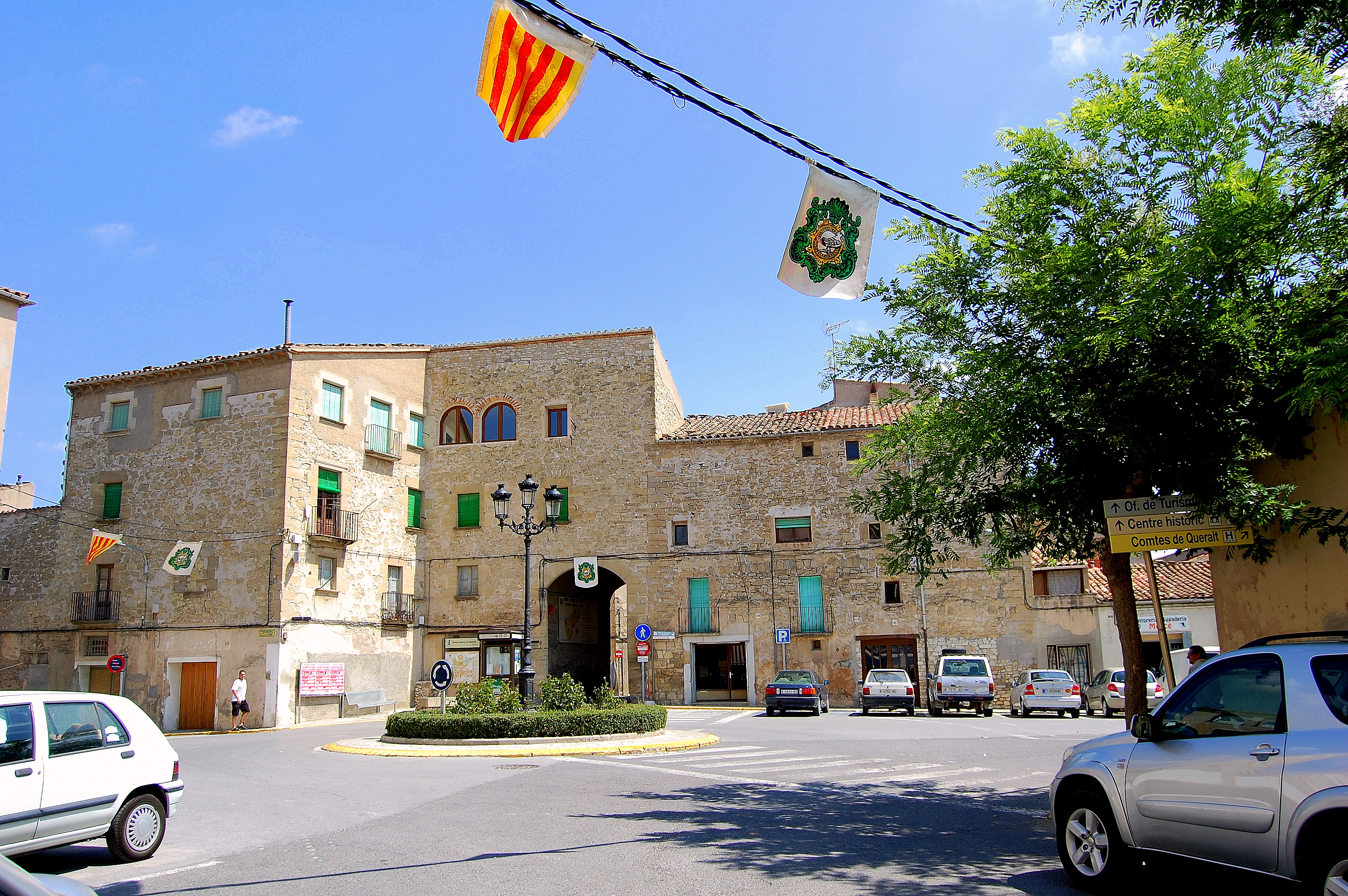
Relikte der Stadtmauer

### Säkularbauten

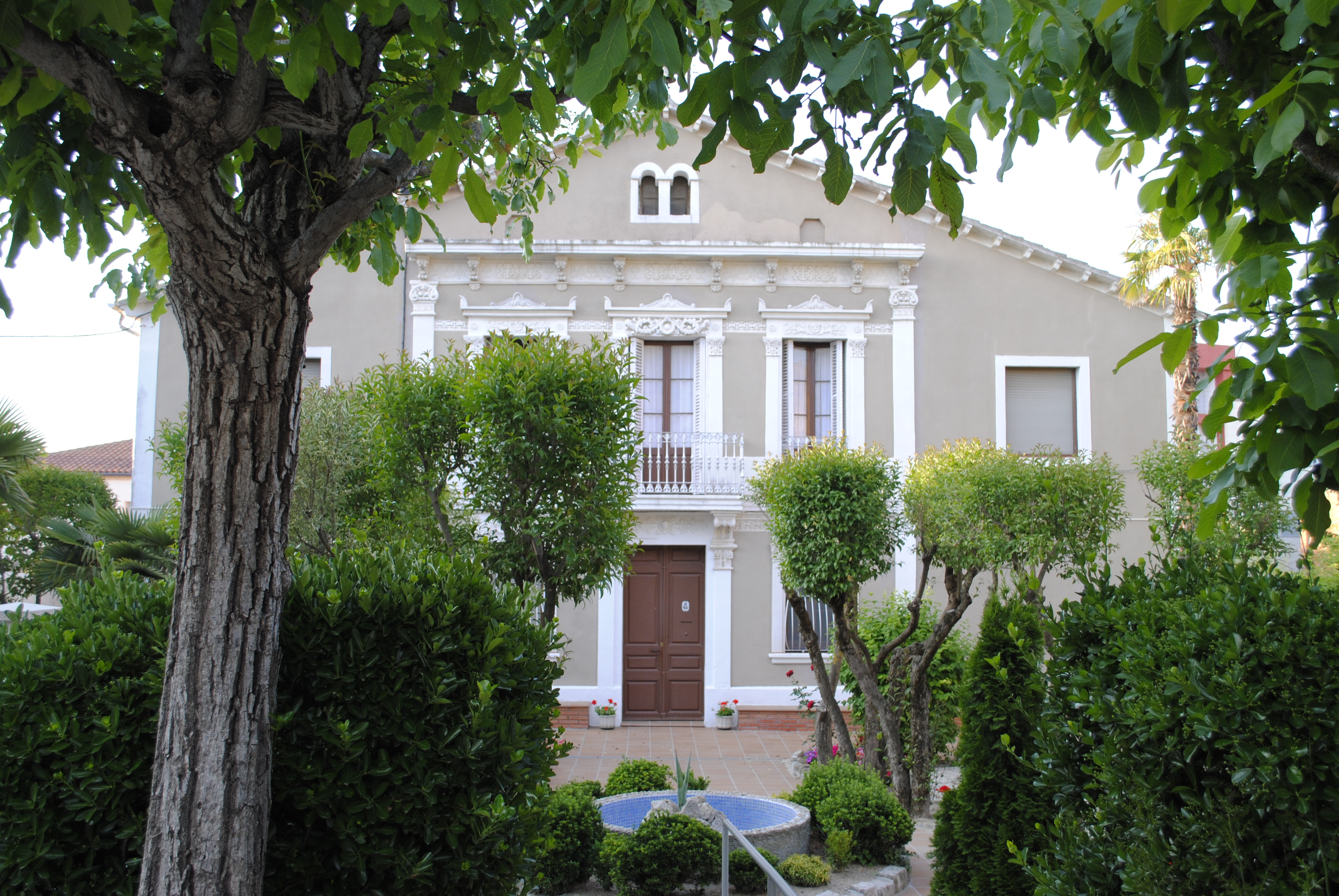
Antiga Casa de Salut
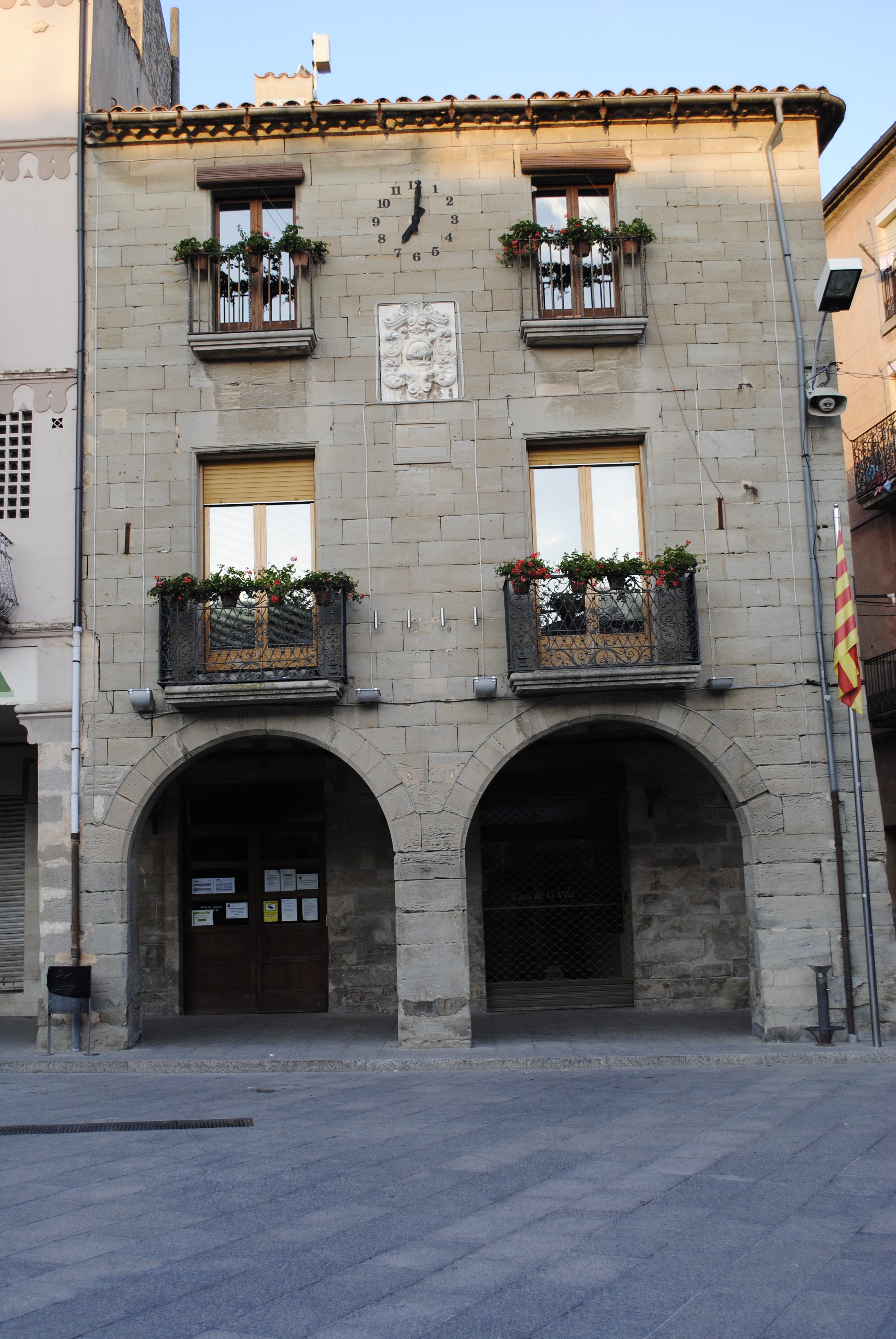
Façana de l'Ajuntament

## Weitere Ortschaften
Innerhalb des Gemeindegebiets finden sich folgende Siedlungen:
- Aguiló
- La Pobla de Carivenys
- Les Roques

## Wirtschaft, Tourismus
Der mittelalterliche Charakter der Stadt zieht auch Gäste aus dem In- und Ausland an. Das Tourismusportal Spaniens bewirbt Santa Coloma de Queralt als Ausgangspunkt für Ausflüge im Allradfahrzeugen, erwähnt aber auch diverse Themenrouten – beispielsweise die Route der Zisterzienserklöster. Die Ortschaft bietet kostenfreie Parkplätze für Wohnwägen an.

## Persönlichkeiten
- Hermenegild Carrera i Miró (1863–1935), Hygieniker
- Luis Solá Padró (1891–1939), republikanischer Bürgermeister, erschossen von den Franquisten
- In der Carrer de la Font und in der Plaza de l’Església wurden im Jahre 2019 drei Stolpersteine für Republikaner verlegt, die Ende der 1930er Jahre als Widerstandskämpfer ins Exil nach Frankreich gingen, dort von deutschen Truppen verhaftet und in das Konzentrationslager Mauthausen  deportiert wurden. Es handelte sich um drei Männer, die aus der Gemeinde stammten – Magí Clarassó Ferrer und Marià Tomàs Bartolí kamen 1941 bzw. 1942 im Außenlager Gusen ums Leben, Joan Gassó Nuet wurde 1945 befreit.[20]